# Sistema educativo de Venezuela

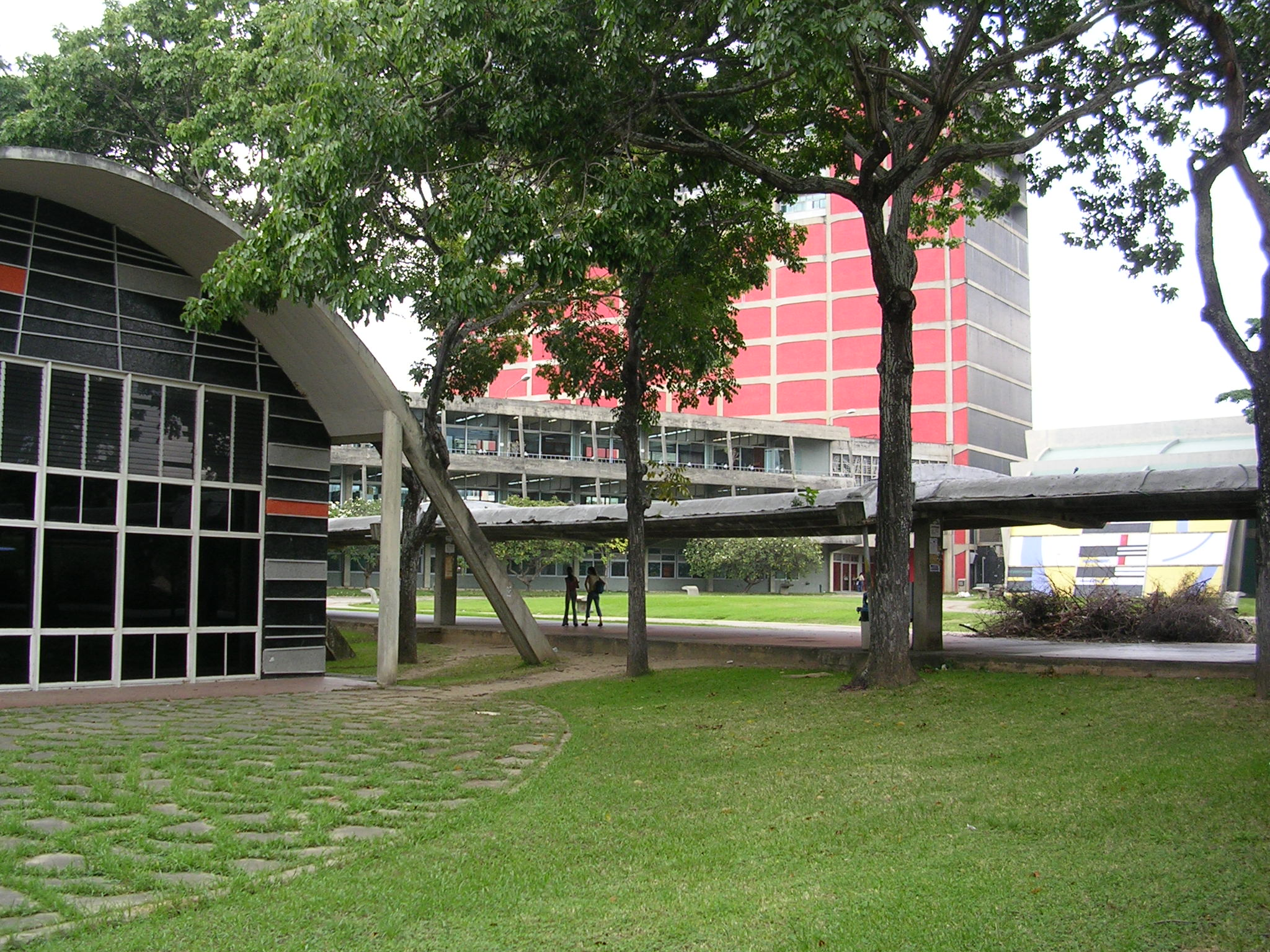
Murales de Alejandro Otero en la UCV, Patrimonio Mundial de la Humanidad.

La educación en Venezuela es obligatoria desde el 27 de junio de 1870, por decreto de Antonio Guzmán Blanco, mientras que el 3 de agosto de 1910, durante el gobierno de Juan Vicente Gómez, se publica el código de Instrucción Pública del 25 de junio, el cual establece que la instrucción en Venezuela se divide en pública, subvencionada y privada.

## Actualidad
La crisis económica en Venezuela ha afectado significativamente al sistema educativo público, con salarios bajos que han llevado a maestros y profesores a buscar otros empleos. En el 80% de las escuelas del país, los alumnos asisten a clases solo dos o tres días por semana debido a la falta de docentes, lo que ha llevado a la implementación del "horario mosaico". Esta modalidad permite a los maestros trabajar menos días a la semana para realizar otras actividades que generen ingresos adicionales. En noviembre de 2023, un docente en el nivel más alto de la escala salarial ganaba 450 bolívares mensuales, equivalente a 0,43 dólares diarios, muy por debajo de la línea de pobreza fijada por el Banco Mundial. La inflación acumulada en el año alcanzó el 176%, con una anualizada del 362% hasta octubre. Los salarios de los educadores no se ajustan desde marzo de 2022, lo que ha llevado a continuas protestas en 2023. La falta de ingresos suficientes ha provocado que muchos maestros abandonen sus puestos y no sean reemplazados, afectando la calidad de la educación. En las escuelas públicas, los alumnos reciben un promedio de entre 8 y 12 días de clases al mes. La ONG Con La Escuela señaló que la mitad de los maestros del país tiene otro trabajo. La ministra de Educación, Yelitze Santaella, declaró en octubre de 2023 que el "horario mosaico" es ilegal, pero no se han producido cambios significativos. El sistema educativo venezolano prohíbe la repetición de estudiantes, lo que ha resultado en que muchos jóvenes egresen sin los conocimientos básicos necesarios. La Federación de Padres y Representantes afirmó que el 27% de los alumnos ha abandonado el sistema educativo, mientras que el Sindicato de Maestros reportó una inasistencia escolar del 40% en la segunda semana del periodo escolar iniciado en octubre de 2023. La deserción docente ha escalado hasta el 70% en la última década.
Las malas condiciones laborales han llevado a que alrededor de 200,000 docentes abandonen las aulas en los últimos años. La falta de incentivos y los bajos salarios han vaciado las escuelas de educación y reducido drásticamente el número de profesores. El salario promedio de un docente en Venezuela es de 21,57 dólares al mes, mientras que la canasta alimentaria familiar cuesta 535,63 dólares. El último ajuste salarial fue en marzo de 2022, y desde entonces, el salario base de los empleados públicos es de 130 bolívares al mes, aproximadamente 3,6 dólares.
La situación ha llevado a una disminución en la calidad educativa, con alumnos que reciben menos horas de clase y, en muchos casos, son enseñados por personas no formadas en pedagogía. La deserción escolar ha aumentado, y se estima que 27% del alumnado ha abandonado el sistema educativo, con un 40% de inasistencia escolar reportada en la segunda semana de octubre de 2023.Las condiciones socioeconómicas también han afectado a los alumnos, quienes a menudo enfrentan hambre y desnutrición, lo que impide su adecuado rendimiento académico. La Encuesta Nacional de Condiciones de Vida 2022 (Encovi) estimó que 1,5 millones de niños no estaban escolarizados, una cifra que podría haber aumentado a 3 millones en 2023.

## Alfabetización

Tasa de analfabetismo en Venezuela según los datos de la Unesco.

La evolución de la alfabetización ha sido creciente y especialmente acelerada durante el periodo 1950-2005. El índice de alfabetización en los habitantes de más de 10 años pasó del 51,2% en 1950 al 91,1 en 1997 y al 95,1% en 2011. En 2005, el gobierno de Chávez declaró a Venezuela como "Territorio libre de analfabetismo".
Sin embargo, en 2008 Francisco Rodríguez y Daniel Ortega publicaron su trabajo de investigación titulado ¿Libre de analfabetismo? Una mirada cercana a la campaña de alfabetización Robinson de Venezuela, donde estudiaron los resultados del programa de alfabetización Misión Robinson y determinaron que tuvo efectos muy pequeños sobre el nivel de alfabetización, consiguiendo incluso que en varias de las estimaciones que realizaron el efecto era estadísticamente indistinguible de cero. En su reporte Reporte de Monitoreo del EPT del año 2015, la Unesco reportó que Venezuela no alcanzaría el cuarto objetivo del Marco de Acción de Dakar, que consistía en “aumentar de aquí al año 2015 el número de adultos alfabetizados en un 50%, en particular tratándose de mujeres, y facilitar a todos los adultos un acceso equitativo a la educación básica y la educación permanente”, al menos de acuerdo con su proyección de 2013 que estimaba que Venezuela se encontraría entre los países que estarían alrededor de 5% por debajo del objetivo. Para 2015, la UNESCO estimó que el analfabetismo en el país alcanzaba el 4,6%.

## Niveles académicos

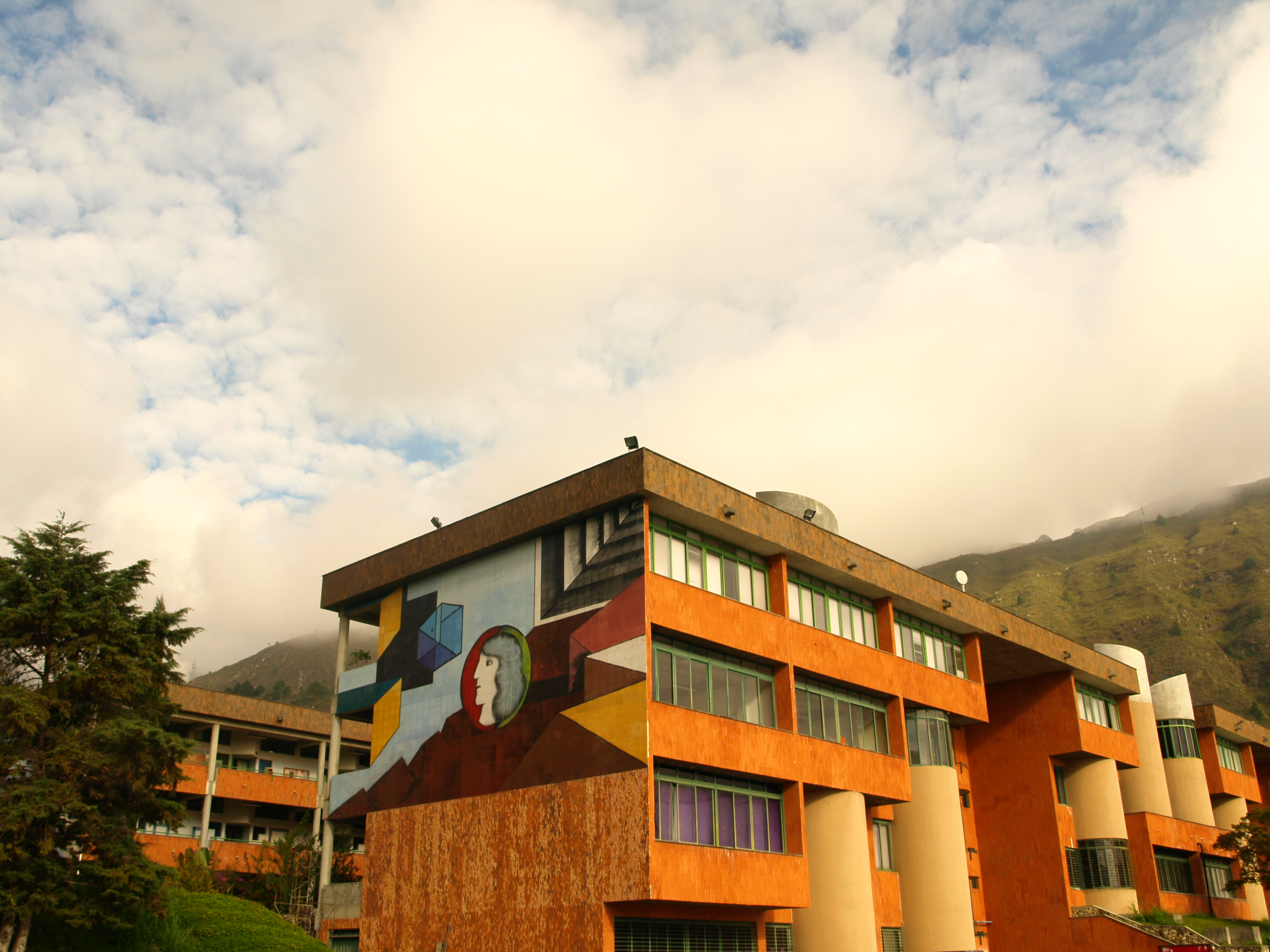
Vista parcial de la Facultad de Arquitectura y Diseño de la Universidad de Los Andes.

| Educación inicial                                                                          |              |
| Maternal                                                                                   | 0 - 3 años   |
| Primer nivel                                                                               | 3 - 4 años   |
| Segundo nivel                                                                              | 4 - 5 años   |
| Tercer nivel                                                                               | 5 - 6 años   |
| Educación primaria (oficialmente Educación Básica)                                         |              |
| Primer grado                                                                               | 6 - 7 años   |
| Segundo grado                                                                              | 7 - 8 años   |
| Tercer grado                                                                               | 8 - 9 años   |
| Cuarto grado                                                                               | 9 - 10 años  |
| Quinto grado                                                                               | 10 - 11 años |
| Sexto grado                                                                                | 11 - 12 años |
| Educación media y media técnica                                                            |              |
| Primer año (media)                                                                         | 12 - 13 años |
| Segundo año (media)                                                                        | 13 - 14 años |
| Tercer año (media)                                                                         | 14 - 15 años |
| Cuarto año (media)                                                                         | 15 - 16 años |
| Quinto año (media) (título de bachiller)                                                   | 16 - 17 años |
| Sexto año (media / técnica) (título de bachiller / título de técnico medio)                | 17 - 18 años |
| Educación de jóvenes, adultas y adultos                                                    |              |
| Primer periodo                                                                             | +18 años     |
| Segundo periodo                                                                            | +18 años     |
| Tercer periodo                                                                             | +18 años     |
| Cuarto periodo                                                                             | +18 años     |
| Quinto periodo                                                                             | +18 años     |
| Sexto periodo (título de bachiller)                                                        | +18 años     |
| Educación superior (tecnológica y universitaria)                                           |              |
| Formación profesional (titulación de Técnico Superior y una vez concluida esta, diplomado) | 17 - 21 años |
| Pregrado universitario (grado de licenciado y grado profesional)                           | 18 - 22 años |
| Postgrado universitario (títulos de especialización, maestría, doctorado, postdoctorado)   | Adultos      |

## Educación preuniversitaria
Según datos oficiales, para el periodo académico 2005-2006 se inscribieron un total de 1.010.946 niños en educación inicial. La educación básica contabilizó un aproximado de 4.885.779 inscritos para aquel mismo período, mientras que en los centros de educación media o media técnica, Pongan la evolución de la educación universitaria en Venezuela diversificada y profesional se registraron 671.140 alumnos. El país contaba igualmente con la cifra de 25.835 planteles y unidades educativas para estos tres niveles.

## Universidades

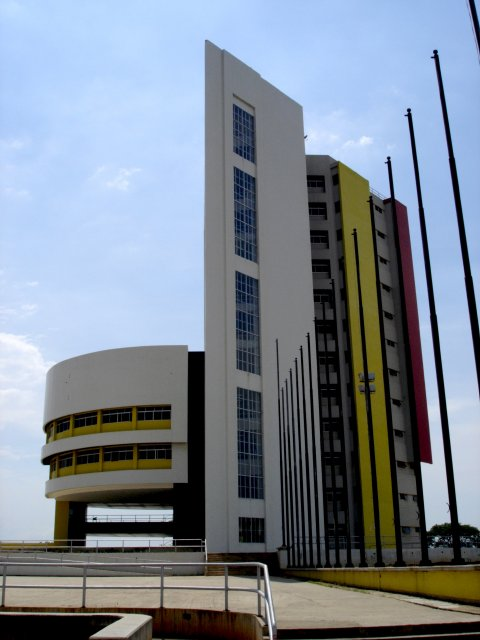
Fachada del Rectorado de la Universidad del Zulia.

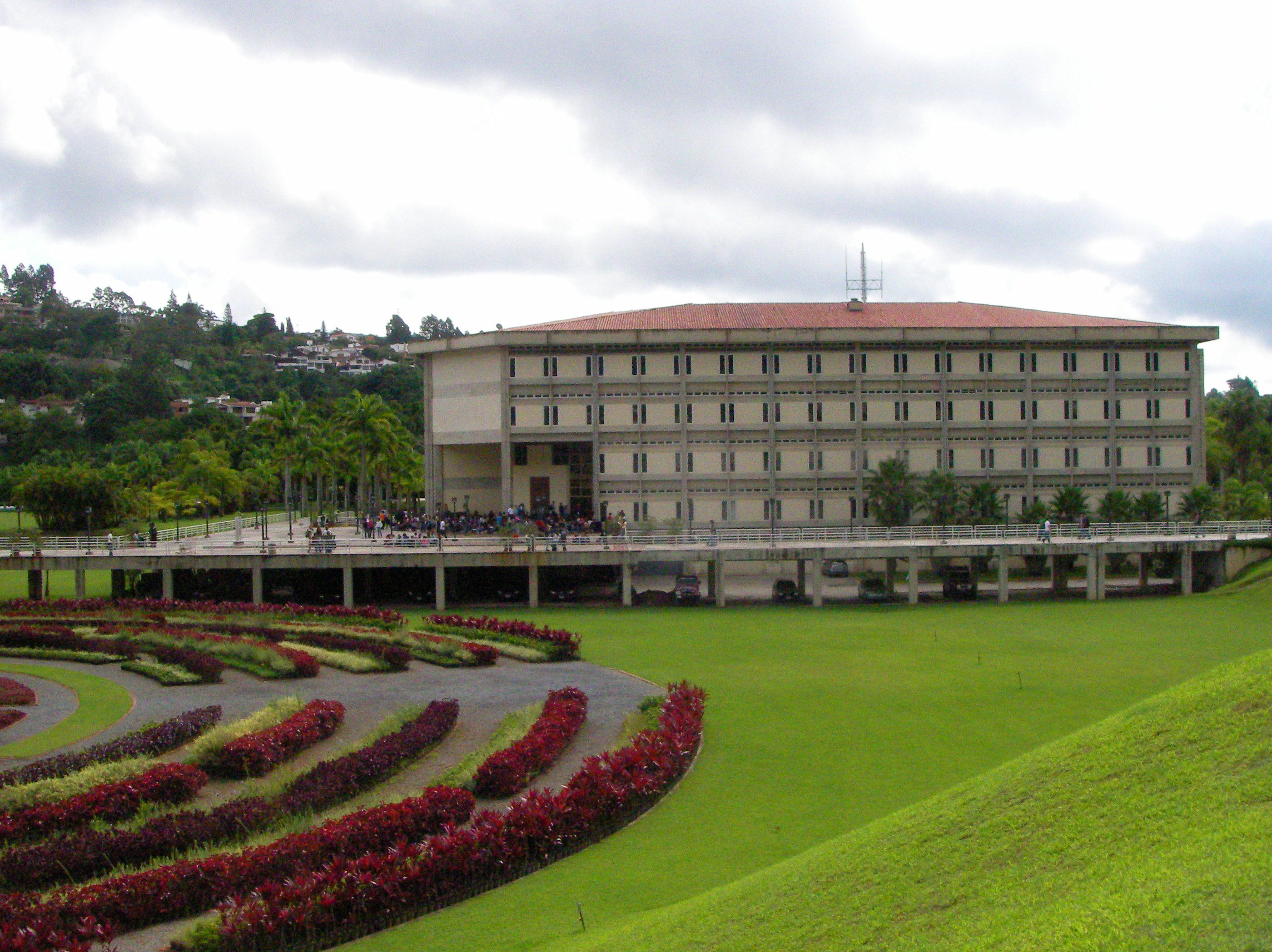
Biblioteca de la Universidad Simón Bolívar

Entre las universidades más importantes del país destacan la: Universidad Central de Venezuela (UCV); Universidad de Carabobo (UC);  Universidad de los Andes (ULA) (creada en 1785) en Mérida, Trujillo y Táchira; Universidad Simón Bolívar (USB) en Distrito Capital; Universidad Centroccidental Lisandro Alvarado (UCLA); Universidad Católica Andrés Bello (UCAB); Universidad del Zulia (LUZ); Universidad Nacional Experimental del Táchira (UNET) en San Cristóbal; Universidad Nacional Experimental de los Llanos Occidentales Ezequiel Zamora (UNELLEZ), con sedes en Barinas, Apure, Cojedes y Portuguesa;  Universidad de Oriente (UDO) con sede en Cumaná y delegaciones en diversas ciudades de la región;Universidad Metropolitana (UNIMET) en Caracas;Universidad Nacional Experimental Politécnica Antonio José de Sucre (UNEXPO) con sede en Barquisimeto, Caracas  y Puerto Ordaz; Universidad Nacional Abierta (UNA); Instituto de Estudios Superiores de Administración (IESA); Universidad Doctor Rafael Belloso Chacin (URBE); Universidad Pedagógica Experimental Libertador (UPEL); Universidad Nacional Experimental de Guayana (UNEG) con sede en Ciudad Bolívar, Upata, Guasipati y Puerto Ordaz; Universidad José María Vargas (UJMV), Universidad Santa María (USM); Universidad Nacional Experimental Politécnica de la Fuerza Armada Nacional (UNEFA); Universidad Monteávila (UMA);  Universidad Nueva Esparta (UNE);  Universidad Nacional Experimental Francisco de Miranda (UNEFM) en Coro y Punto Fijo; Universidad Rafael Urdaneta (URU) en Zulia; Universidad Tecnológica del Centro (UNITEC); 
Universidad Bolivariana de Venezuela (UBV) (creada en 2003).

Igualmente, es mencionable la implantación estatal, desde 1975, de los programas de becas de la Fundación Gran Mariscal de Ayacucho que, entre otros objetivos, contempla una formación complementaria de los profesionales en el extranjero.
En 2024, la Asociación de Profesores de la Universidad Central de Venezuela (APUCV) ha alertado sobre el impacto negativo que la precariedad salarial está teniendo en la calidad de la educación universitaria en el país. En un comunicado divulgado en la red social X, la asociación destacó que las malas condiciones laborales dificultan la atracción y retención de talento en la carrera académica, lo que ha llevado a una significativa reducción del personal docente. Según APUCV, la desalarización ha resultado en una disminución de más del 25 % de los profesores activos y en que el 49 % de los docentes sean jubilados. Además, el congelamiento salarial ha perjudicado la previsión social de los profesores, ya que los aportes para programas y servicios han caído aproximadamente un 76,54 % en los últimos dos años debido a la depreciación salarial. El salario mínimo en Venezuela se mantiene en 130 bolívares mensuales, equivalente a 3,5 dólares, lo que representa un 88 % menos en comparación con los 30 dólares de marzo de 2022, debido a la devaluación de la moneda local. Los trabajadores públicos reciben bonos de hasta 130 dólares, pagados en bolívares a la tasa oficial, pero estos no generan beneficios ni pasivos laborales. La Confederación de Trabajadores de Venezuela (CTV) exigió el pasado 5 de mayo un aumento del salario mínimo a 200 dólares mensuales como parte de una estrategia para rescatar el valor del trabajo, y rechazó el pago de bonos, considerándolo perjudicial para el valor del trabajo productivo y las prestaciones sociales de los trabajadores.
La Universidad Pedagógica Experimental Libertador (UPEL), principal institución de formación de docentes, ha visto una reducción significativa en su matrícula, pasando de 106,000 estudiantes en 2010 a 43,000 en 2022. Estudios de la Universidad Católica Andrés Bello (UCAB) revelan una baja en las aptitudes académicas de los estudiantes, reflejando una disminución en la calidad de la educación tanto en el sector público como privado.

## Rankings internacionales
En el índice de Desarrollo Humano de las Naciones Unidas, Venezuela (0.711) está en el puesto número 71 en cuanto a años de estudio promedio a nivel mundial y en el número 8 de Latinoamérica, los países con mejor Educación de América Latina hasta 2007 eran Cuba (0.993), Uruguay (0.955) y Argentina (0.946), aunque desde entonces Cuba no ha sido incluida en  los indicadores.
La siguiente lista muestra el Ranking Web de Universidades, Webometrics 2021 completo de las 66 Universidades que imparten Educación Superior en territorio de la República Bolivariana de Venezuela. Elaborado por el Consejo Superior de Investigaciones Científicas español (CSIC), el ranking toma en consideración 3 ejes para la puntuación de las distintas Universidades. Excelencia académica que cuenta por el 40% de la puntuación (porcentaje de artículos académicos y científicos más citados en 27 disciplinas de la base de datos de scimago lab)  50% de puntuación por la visibilidad del impacto del contenido y finalmente 10% de puntuación por los top investigadores académicos-científicos con los que cuenta cada Universidad.
| Ranking Mundial Webometrics 2021 de Universidades en la República Bolivariana de Venezuela |       |                                                                                |      | |                            |                                |
| RN | RM    | Universidad                                                                    | Logo | Web | Siglas y Tipo              | Sede                           |
| \| 1 \| 1636 \| Universidad Central de Venezuela \| \| www.ucv.ve \| UCV (Estatal) \| Caracas \| \| 2 \| 2995 \| Universidad de Carabobo \| \| www.uc.edu.ve \| UC (Estatal) \| Carabobo \| \| 3 \| 3214 \| Universidad de Los Andes \| \| www.ula.ve/ \| ULA (Estatal) \| Mérida \| \| 4 \| 3531 \| Universidad Simón Bolívar \| \| www.usb.ve \| USB (Estatal) \| Caracas \| \| 5 \| 3552 \| Universidad Centroccidental Lisandro Alvarado \| \| www.ucla.edu.ve/ \| UCLA (Estatal) \| Barquisimeto \| \| 6 \| 4435 \| Universidad del Zulia \| \| www.luz.edu.ve \| UNI.LUZ (Estatal) \| Maracaibo \| \| 7 \| 4460 \| Universidad Católica Andres Bello \| \| www.ucab.edu.ve \| UCAB (Privada) \| Caracas \| \| 8 \| 4887 \| Universidad Nacional Experimental del Táchira \| \| www.unet.edu.ve \| UNET (Estatal) \| San Cristóbal \| \| 9 \| 5346 \| Universidad Nacional Ezequiel Zamora \| \| unellez.edu.ve/ \| UNELLEZ (Estatal) \| Barinas \| \| 10 \| 5398 \| Universidad de Oriente \| \| www.udo.edu.ve \| UDO (Estatal) \| Cumaná \| \| 11 \| 5542 \| Universidad Metropolitana \| \| www.unimet.edu.ve \| UNIMET (Privada) \| Caracas \| \| 12 \| 5792 \| Universidad Nacional Experimental Politécnica \| \| www.unexpo.edu.ve/ Archivado el 23 de septiembre de 2021 en Wayback Machine. \| unexpo (Estatal) \| Barquisimeto \| \| 13 \| 6525 \| Universidad Nacional Abierta \| \| www.una.edu.ve \| UNA (Estatal) \| Caracas \| \| 14 \| 6578 \| Instituto de Estudios Superiores de Administración \| \| www.iesa.edu.ve/ \| iesa (Privada) \| Caracas \| \| 15 \| 8147 \| Universidad Rafael Belloso Chacín \| \| www.urbe.edu/ \| URBE (Privada) \| Maracaibo \| \| 16 \| 8731 \| Universidad Pedagógica Experimental Libertador \| \| www.upel.edu.ve/ \| UPEL (Estatal) \| Caracas \| \| 17 \| 9326 \| Universidad Nacional Experimental de Guayana \| \| www.uneg.edu.ve/ \| UNEG (Estatal) \| Ciudad Guayana \| \| 18 \| 10550 \| Universidad Santa María \| \| www.usm.edu.ve/ \| USM (Privada) \| Caracas \| \| 19 \| 11217 \| Universidad Militar Bolivariana de Venezuela \| \| wwww.umbv.edu.ve \| UMBV (Estatal) \| Caracas \| \| 20 \| 11540 \| Universidad Monteávila \| \| www.uma.edu.ve \| UMA (Privada) \| Caracas \| \| 21 \| 12322 \| Universidad Nueva Esparta \| \| www.une.edu.ve \| UNE (Privada) \| Caracas \| \| 22 \| 13353 \| Universidad Nacional Experimental Francisco de Miranda \| \| www.unefm.edu.ve Archivado el 20 de marzo de 2022 en Wayback Machine. \| unefm (Estatal) \| Coro \| \| 23 \| 13925 \| Universidad Rafael Urdaneta \| \| www.uru.edu/ \| URU (Privada) \| Maracaibo \| \| 24 \| 14055 \| Universidad Tecnológica del Centro \| \| www.unitec.edu.ve/ Archivado el 23 de diciembre de 2011 en Wayback Machine. \| UNITEC (Privada) \| Valencia (Venezuela) \| \| 25 \| 14805 \| Universidad Bolivariana de Venezuela \| \| ubv.edu.ve/ \| UBV (Estatal) \| Caracas \| \| 26 \| 15322 \| Universidad Nacional Experimental de la Seguridad \| \| www.unes.edu.ve Archivado el 19 de septiembre de 2021 en Wayback Machine. \| unes (Estatal) \| Caracas \| \| 27 \| 15992 \| Universidad Nacional Experimental Simón Rodríguez \| \| www.unesr.edu.ve/ (enlace roto disponible en Internet Archive; véase el historial, la primera versión y la última). \| UNESR (Estatal) \| Caracas \| \| 28 \| 16668 \| Universidad Yacambú \| \| www.uny.edu.ve \| UNY (Privada) \| Barquisimeto \| \| 29 \| 17171 \| Universidad Fermín Toro \| \| www.uft.edu.ve \| UFT (Privada) \| Cabudare Barquisimeto \| \| 30 \| 17274 \| Universidad José María Vargas \| \| www.ujmv.edu/ \| UJMV (Privada) \| Caracas \| \| 31 \| 17908 \| Universidad Católica del Táchira \| \| www.ucat.edu.ve \| UCAT (Privada) \| San Cristóbal \| \| 32 \| 18146 \| Fundación La Salle de Ciencias Naturales \| \| fundacionlasalle.org.ve/ \| fundacionlasalle (Privada) \| Caracas \| \| 33 \| 18388 \| Universidad Nacional Experimental Rafael María Baralt \| \| www.unermb.web.ve/ \| UNERMB (Estatal) \| Cabimas \| \| 34 \| 18454 \| Universidad Alonso de Ojeda \| \| www.uniojeda.edu.ve/ \| UNIOJEDA (Privada) \| Ciudad Ojeda \| \| 35 \| 18633 \| Universidad Nacional Experimental Marítima del Caribe \| \| www.umc.edu.ve/ \| UMC (Estatal) \| Catia La Mar \| \| 36 \| 19016 \| Universidad Arturo Michelena \| \| www.uam.edu.ve Archivado el 17 de septiembre de 2021 en Wayback Machine. \| UAM (Privada) \| Municipio San Diego (Carabobo) \| \| 37 \| 19211 \| Universidad Rómulo Gallegos \| \| www.unerg.edu.ve \| UNERG (Estatal)] \| San Juan de los Morros \| \| 38 \| 19244 \| Universidad de Margarita \| \| www.unimar.edu.ve \| UNIMAR (Privada) \| Isla de Margarita \| \| 39 \| 19529 \| Universidad Valle del Momboy \| \| www.uvm.edu.ve \| UVM (Privada) \| Carvajal \| \| 40 \| 19599 \| Instituto Universitario Politécnico Santiago Mariño \| \| www.psm.edu.ve/ \| PSM (Privada) \| Barcelona Caracas \| \| 41 \| 20379 \| Universidad Nacional Experimental Sur del Lago Jesús María Semprum \| \| www.unesur.edu.ve \| UNESUR (Estatal) \| Colón (Zulia) \| \| 42 \| 20663 \| Universidad Alejandro de Humboldt \| \| www.unihumboldt.edu.ve \| UAH (Privada) \| Caracas \| \| 43 \| 20988 \| Universidad Nacional Experimental de Yaracuy \| \| https://www.uney.edu.ve/ Archivado el 4 de febrero de 2012 en Wayback Machine. www.uney.edu.ve/] \| UNEY (Estatal) \| Yaracuy \| \| 44 \| 21924 \| Universidad Dr José Gregorio Hernández \| \| www.ujgh.edu.ve \| UJGH (Privada) \| Maracaibo \| \| 45 \| 22036 \| Universidad Católica Santa Rosa \| \| www.ucsar.edu.ve \| UCSAR (Privada) \| Caracas \| \| 46 \| 22498 \| Instituto Universitario de Tecnología \| \| www.iutai.tec.ve/ Archivado el 8 de diciembre de 2021 en Wayback Machine. \| iutai (Privada) \| San Cristóbal \| \| 47 \| 22709 \| Universidad de las Ciencias de la Salud \| \| www.ucs.gob.ve/ \| UCS (Privada) \| Miranda \| \| 48 \| 23410 \| Universidad Nacional Experimental Simon Rodriguez \| \| www.unesrspr.ddns.net \| unesrspr (Estatal) \| Caracas \| \| 49 \| 23412 \| Universidad Deportiva del Sur (Iberoamericana del Deporte) \| \| www.uideporte.edu.ve \| uideporte (Privada)] \| Cojedes \| \| 50 \| 23731 \| Universidad de Falcon \| \| www.udefa.edu.ve/ \| UDEFA (Privada) \| Punto Fijo \| \| 51 \| 24075 \| Instituto Universitario de Tecnología Industerial Rodolfo Loero Arsimendi \| \| www.iutirla.web.ve/ \| iutirla (Privada) \| Anzoátegui \| \| 52 \| 24459 \| Instituto Universitario de Tecnología para la informática \| \| www.iutepi.edu/ \| iutepi(Privada) \| Valencia (Venezuela) \| \| 53 \| 25350 \| Universidad Católica Cecilio Acosta \| \| www.unicaedu.com/ \| UNICA (Privada) \| Maracaibo \| \| 54 \| 25453 \| Universidad Panamericana del Puerto \| \| www.unipap.edu.ve/ \| UNIPAP (Privada) \| Puerto Cabello \| \| 55 \| 25834 \| Universidad Politécnica Territorial de Mérida Kleber Ramírez \| \| www.uptm.edu.ve/ \| UPTM (Estatal) \| Mérida \| \| 56 \| 26055 \| Instituto Universitario Jesús Obrero Barquimeseto \| \| www.iujobarquisimeto.edu.ve/ \| iujobarquisimeto (Privada) \| Barquisimeto \| \| 57 \| 26396 \| Universidad José Antonio Páez \| \| www.ceujap.com/ \| CEUJAP (Privada) \| Municipio San Diego (Carabobo) \| \| 58 \| 26528 \| Instituto Universitario de Nuevas Profesiones \| \| www.iunp.edu.ve \| IUNP (Privada) \| Caracas \| \| 59 \| 26627 \| Universidad Latinoamericana y del Caribe Venezuela \| \| www.ulac.edu.ve/ \| ULAC (Estatal) \| Caracas \| \| 60 \| 26720 \| Instituto Universitario de la Frontera IUFRONT \| \| www.iujobarquisimeto.edu.ve \| iujobarquisimeto(Estatal) \| San Cristóbal \| \| 61 \| 27316 \| Instituto Universitario Tecnológico de Maracaibo \| \| www.iutm.edu.ve \| IUTM (Privada) \| Maracaibo \| \| 62 \| 27436 \| Instituto Universitario de Tecnología de Administración Industrial \| \| www.iuta.edu.ve/ \| IUTA (Privada) \| Caracas \| \| 63 \| 27676 \| Universidad Politécnica Territorial de Lara Andres Eloy Blanco \| \| www.uptaeb.edu.ve \| uptaeb (Estatal) \| Barquisimeto \| \| 64 \| 27676 \| Universidad Politécnica Territorial del Estado Trujillo Mario Briceño Iragorry \| \| www.upttmbi.edu.ve \| upttmbi (Estatal) \| Anaco \| \| 65 \| 27899 \| Instituto Universitario de Tecnología Industrial \| \| www.iuti.com.ve/ \| iuti (Estatal) \| Caracas \| \| 66 \| 28375 \| Instituto Universitario de Gerencia y Tecnología \| \| www.iugt.com.ve/ \| iugt (Estatal) \| Caracas \| |       |                                                                                |      | |                            |                                |
| Referencias - Ranking CSIC Universidades 2021/Venezuela - Datos de Scimago LAB |       |                                                                                |      | |                            |                                |
| 1 | 1636  | Universidad Central de Venezuela                                               |      | www.ucv.ve | UCV (Estatal)              | Caracas                        |
| 2 | 2995  | Universidad de Carabobo                                                        |      | www.uc.edu.ve | UC (Estatal)               | Carabobo                       |
| 3 | 3214  | Universidad de Los Andes                                                       |      | www.ula.ve/ | ULA (Estatal)              | Mérida                         |
| 4 | 3531  | Universidad Simón Bolívar                                                      |      | www.usb.ve | USB (Estatal)              | Caracas                        |
| 5 | 3552  | Universidad Centroccidental Lisandro Alvarado                                  |      | www.ucla.edu.ve/ | UCLA (Estatal)             | Barquisimeto                   |
| 6 | 4435  | Universidad del Zulia                                                          |      | www.luz.edu.ve | UNI.LUZ (Estatal)          | Maracaibo                      |
| 7 | 4460  | Universidad Católica Andres Bello                                              |      | www.ucab.edu.ve | UCAB (Privada)             | Caracas                        |
| 8 | 4887  | Universidad Nacional Experimental del Táchira                                  |      | www.unet.edu.ve | UNET (Estatal)             | San Cristóbal                  |
| 9 | 5346  | Universidad Nacional Ezequiel Zamora                                           |      | unellez.edu.ve/ | UNELLEZ (Estatal)          | Barinas                        |
| 10 | 5398  | Universidad de Oriente                                                         |      | www.udo.edu.ve | UDO (Estatal)              | Cumaná                         |
| 11 | 5542  | Universidad Metropolitana                                                      |      | www.unimet.edu.ve                                                                                                   | UNIMET (Privada)           | Caracas                        |
| 12 | 5792  | Universidad Nacional Experimental Politécnica                                  |      | www.unexpo.edu.ve/ Archivado el 23 de septiembre de 2021 en Wayback Machine.                                        | unexpo (Estatal)           | Barquisimeto                   |
| 13 | 6525  | Universidad Nacional Abierta                                                   |      | www.una.edu.ve | UNA (Estatal)              | Caracas                        |
| 14 | 6578  | Instituto de Estudios Superiores de Administración                             |      | www.iesa.edu.ve/ | iesa (Privada)             | Caracas                        |
| 15 | 8147  | Universidad Rafael Belloso Chacín                                              |      | www.urbe.edu/ | URBE (Privada)             | Maracaibo                      |
| 16 | 8731  | Universidad Pedagógica Experimental Libertador                                 |      | www.upel.edu.ve/ | UPEL (Estatal)             | Caracas                        |
| 17 | 9326  | Universidad Nacional Experimental de Guayana                                   |      | www.uneg.edu.ve/ | UNEG (Estatal)             | Ciudad Guayana                 |
| 18 | 10550 | Universidad Santa María                                                        |      | www.usm.edu.ve/ | USM (Privada)              | Caracas                        |
| 19 | 11217 | Universidad Militar Bolivariana de Venezuela                                   |      | wwww.umbv.edu.ve | UMBV (Estatal)             | Caracas                        |
| 20 | 11540 | Universidad Monteávila                                                         |      | www.uma.edu.ve | UMA (Privada)              | Caracas                        |
| 21 | 12322 | Universidad Nueva Esparta                                                      |      | www.une.edu.ve | UNE (Privada)              | Caracas                        |
| 22 | 13353 | Universidad Nacional Experimental Francisco de Miranda                         |      | www.unefm.edu.ve Archivado el 20 de marzo de 2022 en Wayback Machine.                                               | unefm (Estatal)            | Coro                           |
| 23 | 13925 | Universidad Rafael Urdaneta                                                    |      | www.uru.edu/ | URU (Privada)              | Maracaibo                      |
| 24 | 14055 | Universidad Tecnológica del Centro                                             |      | www.unitec.edu.ve/ Archivado el 23 de diciembre de 2011 en Wayback Machine.                                         | UNITEC (Privada)           | Valencia (Venezuela)           |
| 25 | 14805 | Universidad Bolivariana de Venezuela                                           |      | ubv.edu.ve/ | UBV (Estatal)              | Caracas                        |
| 26 | 15322 | Universidad Nacional Experimental de la Seguridad                              |      | www.unes.edu.ve Archivado el 19 de septiembre de 2021 en Wayback Machine.                                           | unes (Estatal)             | Caracas                        |
| 27 | 15992 | Universidad Nacional Experimental Simón Rodríguez                              |      | www.unesr.edu.ve/ (enlace roto disponible en Internet Archive; véase el historial, la primera versión y la última). | UNESR (Estatal)            | Caracas                        |
| 28 | 16668 | Universidad Yacambú                                                            |      | www.uny.edu.ve | UNY (Privada)              | Barquisimeto                   |
| 29 | 17171 | Universidad Fermín Toro                                                        |      | www.uft.edu.ve | UFT (Privada)              | Cabudare Barquisimeto          |
| 30 | 17274 | Universidad José María Vargas                                                  |      | www.ujmv.edu/ | UJMV (Privada)             | Caracas                        |
| 31 | 17908 | Universidad Católica del Táchira                                               |      | www.ucat.edu.ve | UCAT (Privada)             | San Cristóbal                  |
| 32 | 18146 | Fundación La Salle de Ciencias Naturales                                       |      | fundacionlasalle.org.ve/                                                                                            | fundacionlasalle (Privada) | Caracas                        |
| 33 | 18388 | Universidad Nacional Experimental Rafael María Baralt                          |      | www.unermb.web.ve/                                                                                                  | UNERMB (Estatal)           | Cabimas                        |
| 34 | 18454 | Universidad Alonso de Ojeda                                                    |      | www.uniojeda.edu.ve/                                                                                                | UNIOJEDA (Privada)         | Ciudad Ojeda                   |
| 35 | 18633 | Universidad Nacional Experimental Marítima del Caribe                          |      | www.umc.edu.ve/ | UMC (Estatal)              | Catia La Mar                   |
| 36 | 19016 | Universidad Arturo Michelena                                                   |      | www.uam.edu.ve Archivado el 17 de septiembre de 2021 en Wayback Machine.                                            | UAM (Privada)              | Municipio San Diego (Carabobo) |
| 37 | 19211 | Universidad Rómulo Gallegos                                                    |      | www.unerg.edu.ve | UNERG (Estatal)]           | San Juan de los Morros         |
| 38 | 19244 | Universidad de Margarita                                                       |      | www.unimar.edu.ve                                                                                                   | UNIMAR (Privada)           | Isla de Margarita              |
| 39 | 19529 | Universidad Valle del Momboy                                                   |      | www.uvm.edu.ve | UVM (Privada)              | Carvajal                       |
| 40 | 19599 | Instituto Universitario Politécnico Santiago Mariño                            |      | www.psm.edu.ve/ | PSM (Privada)              | Barcelona Caracas              |
| 41 | 20379 | Universidad Nacional Experimental Sur del Lago Jesús María Semprum             |      | www.unesur.edu.ve                                                                                                   | UNESUR (Estatal)           | Colón (Zulia)                  |
| 42 | 20663 | Universidad Alejandro de Humboldt                                              |      | www.unihumboldt.edu.ve                                                                                              | UAH (Privada)              | Caracas                        |
| 43 | 20988 | Universidad Nacional Experimental de Yaracuy                                   |      | https://www.uney.edu.ve/ Archivado el 4 de febrero de 2012 en Wayback Machine. www.uney.edu.ve/]                    | UNEY (Estatal)             | Yaracuy                        |
| 44 | 21924 | Universidad Dr José Gregorio Hernández                                         |      | www.ujgh.edu.ve | UJGH (Privada)             | Maracaibo                      |
| 45 | 22036 | Universidad Católica Santa Rosa                                                |      | www.ucsar.edu.ve | UCSAR (Privada)            | Caracas                        |
| 46 | 22498 | Instituto Universitario de Tecnología                                          |      | www.iutai.tec.ve/ Archivado el 8 de diciembre de 2021 en Wayback Machine.                                           | iutai (Privada)            | San Cristóbal                  |
| 47 | 22709 | Universidad de las Ciencias de la Salud                                        |      | www.ucs.gob.ve/ | UCS (Privada)              | Miranda                        |
| 48 | 23410 | Universidad Nacional Experimental Simon Rodriguez                              |      | www.unesrspr.ddns.net                                                                                               | unesrspr (Estatal)         | Caracas                        |
| 49 | 23412 | Universidad Deportiva del Sur (Iberoamericana del Deporte)                     |      | www.uideporte.edu.ve                                                                                                | uideporte (Privada)]       | Cojedes                        |
| 50 | 23731 | Universidad de Falcon                                                          |      | www.udefa.edu.ve/                                                                                                   | UDEFA (Privada)            | Punto Fijo                     |
| 51 | 24075 | Instituto Universitario de Tecnología Industerial Rodolfo Loero Arsimendi      |      | www.iutirla.web.ve/                                                                                                 | iutirla (Privada)          | Anzoátegui                     |
| 52 | 24459 | Instituto Universitario de Tecnología para la informática                      |      | www.iutepi.edu/ | iutepi(Privada)            | Valencia (Venezuela)           |
| 53 | 25350 | Universidad Católica Cecilio Acosta                                            |      | www.unicaedu.com/                                                                                                   | UNICA (Privada)            | Maracaibo                      |
| 54 | 25453 | Universidad Panamericana del Puerto                                            |      | www.unipap.edu.ve/                                                                                                  | UNIPAP (Privada)           | Puerto Cabello                 |
| 55 | 25834 | Universidad Politécnica Territorial de Mérida Kleber Ramírez                   |      | www.uptm.edu.ve/ | UPTM (Estatal)             | Mérida                         |
| 56 | 26055 | Instituto Universitario Jesús Obrero Barquimeseto                              |      | www.iujobarquisimeto.edu.ve/                                                                                        | iujobarquisimeto (Privada) | Barquisimeto                   |
| 57 | 26396 | Universidad José Antonio Páez                                                  |      | www.ceujap.com/ | CEUJAP (Privada)           | Municipio San Diego (Carabobo) |
| 58 | 26528 | Instituto Universitario de Nuevas Profesiones                                  |      | www.iunp.edu.ve | IUNP (Privada)             | Caracas                        |
| 59 | 26627 | Universidad Latinoamericana y del Caribe Venezuela                             |      | www.ulac.edu.ve/ | ULAC (Estatal)             | Caracas                        |
| 60 | 26720 | Instituto Universitario de la Frontera IUFRONT                                 |      | www.iujobarquisimeto.edu.ve                                                                                         | iujobarquisimeto(Estatal)  | San Cristóbal                  |
| 61 | 27316 | Instituto Universitario Tecnológico de Maracaibo                               |      | www.iutm.edu.ve | IUTM (Privada)             | Maracaibo                      |
| 62 | 27436 | Instituto Universitario de Tecnología de Administración Industrial             |      | www.iuta.edu.ve/ | IUTA (Privada)             | Caracas                        |
| 63 | 27676 | Universidad Politécnica Territorial de Lara Andres Eloy Blanco                 |      | www.uptaeb.edu.ve                                                                                                   | uptaeb (Estatal)           | Barquisimeto                   |
| 64 | 27676 | Universidad Politécnica Territorial del Estado Trujillo Mario Briceño Iragorry |      | www.upttmbi.edu.ve                                                                                                  | upttmbi (Estatal)          | Anaco                          |
| 65 | 27899 | Instituto Universitario de Tecnología Industrial                               |      | www.iuti.com.ve/ | iuti (Estatal)             | Caracas                        |
| 66 | 28375 | Instituto Universitario de Gerencia y Tecnología                               |      | www.iugt.com.ve/ | iugt (Estatal)             | Caracas                        |

## Evaluaciones independientes
Venezuela es uno de los pocos países de Suramérica que no participa en el programa del Informe PISA de la OCDE. El ministro Héctor Navarro declaró en 2009, al preguntársele por qué el país no participaba en mediciones de calidad internacionales, que Cuba estaba asesorando al gobierno.
El gobierno del estado Miranda aceptó unirse al programa PISA en 2010 y los primeros resultados fueron publicados en diciembre de 2011. Los datos iniciales muestran que los alumnos en escuelas gerenciadas por el Gobernador de Miranda en ese entonces lograron un promedio de 422 puntos en la escala de lectura, el mismo nivel que México.